# كالمان كوفاتش (لاعب كرة قدم)
كالمان كوفاتش (بالمجرية: Kovács Kálmán)‏ (3 مارس 1916 - 2000) هو لاعب كرة قدم مجري في مركز الدفاع، شارك في الألعاب الأولمبية الصيفية 1936. ولعب مع نادي سيكدي ‏.

## وصلات خارجية
- كالمان كوفاتش (لاعب كرة قدم) على موقع أوليمبيديا (الإنجليزية)
- كالمان كوفاتش (لاعب كرة قدم) على موقع اللجنة الأولمبية المجرية (الهنغارية)